# Grumman OV-1 Mohawk
Грумман OV-1 «Мохок» (англ. Grumman OV-1 Mohawk) — американский турбовинтовой разведывательный и ударный самолёт. Совершил первый полёт 14 апреля 1959 года, всего построено 380 машин. Состоял на вооружении Армии США до 1990-х годов, поставлялся в Аргентину, Израиль и ФРГ.

## История создания
В 1954 году армия США объявила тендер среди ведущих авиационных концернов страны на создание нового самолёта-разведчика, на смену морально устаревшему Cessna O-1 Bird Dog, который позволял вести лишь визуальное наблюдение.
15 февраля 1956 на конференции Армии США было предложено шесть разных проектов. Через месяц ВВС США представило окончательные требования для нового самолёта-разведчика, предусматривавшие создание хорошо защищённой двухместной двухмоторной турбовинтовой машины с укороченной взлетно-посадочной дистанцией, оснащённой самым современным разведывательным оборудованием.
Победителем тендера была признана фирма Грумман с проектом G-134, что оказалось достаточно неожиданным, так как раньше фирма Грумман специализировалась в основном на палубных самолётах, и разведчиками не занималась. Новым разведчиком так же заинтересовались силы ВМС и Морской пехоты США, но в дальнейшем они отказались от участия в проекте, перенаправив финансирование на другие цели.
В марте 1957 г. с фирмой-победителем заключили контракт, предусматривавший строительство девяти прототипов и предсерийных самолётов YAO-1AF.Разработка самолёта велась довольно быстрыми темпами, поскольку армия требовала, чтобы новый разведчик достиг операционной готовности к 1960 году. Первый из девяти опытных VAO-1AF (заводской номер 57-6463) поднялся в воздух 14 февраля 1959 г., пилотируемый лётчиком-испытателем фирмы «Грумман» Ральфом Доннеллом. На испытаниях VAO-1AF показал себя с очень хорошей стороны, самолёт был очень маневренным и имел низкую скорость сваливания (всего 111 км/ч.). Взлетная дистанция составляла лишь 360 м.
Заказчик в лице армии США остался доволен результатами прошедших испытаний, и в том же году состоялось подписание контракта на поставку первой серийной партии в 35 самолётов, вскоре увеличенной до 77 единиц. Поскольку разработка разведывательного оборудования отставала от создания самого самолёта, контракт предусматривал последовательное внедрение в производство трёх модификаций: AO-1AF, предназначенный для фоторазведки (36 единиц), AO-1BF с РЛС бокового обзора (17 единиц) и AO-1CF с инфракрасной аппаратурой (24 единицы).
В тот же период самолёт получил официальное название «Мохок» в соответствии с традицией присваивать летательным аппаратам Армии США имена индейских племен. Первоначально предполагалось назвать самолёт «Монток», но в конечном итоге выбор сделали в пользу более известного и воинственного племени мохоков. В 1962 г. в США были объединены существовавшие до того отдельные для каждого вида вооружённых сил системы обозначений летательных аппаратов, и АО-1 переименовали в OV-1.

## Конструкция
Самолёт представляет собой турбовинтовой среднеплан с двухместной кабиной и трехкилевым оперением. Кабина хорошо остеклена, лобовое стекло оснащено стеклоочистителями. Пилот (слева) и наблюдатель (справа) располагались в катапультируемых креслах «Мартин-Бейкер» Мк5, обеспечивавших покидание самолёта при нулевой высоте и скорости 185 км/ч (впоследствии минимальную скорость снизили до 110 км/ч). Самолёт комплектовался двойным управлением, существенно облегчавшим обучение пилотов и повышавшим шансы на успешную посадку в случае гибели или ранения лётчика.
Защита экипажа обеспечивалась 25-мм лобовым бронестеклом, полом кабины из алюминиевой брони толщиной 6,4 мм, бронеспинками, а также дополнительными съемными бронелистами такой же толщины перед приборной панелью и позади кресел
Шасси трехопорное, с носовым колесом, комплектовалось пневматиками низкого давления и сверхпрочными стойками, обеспечивавшими эксплуатацию с грунтовых площадок.
Самолёты YAO-1/YOV-1 оборудовались ТВД «Лайкоминг» T53-L3 мощностью 960 л.с., а серийные OV-1А получили более мощные двигатели T53-L7 (1005 л.с.).Такие же двигатели устанавливались и на знаменитых вертолётах UH-1 «Хьюи»/«Ирокез». Мотогондолы находились над крылом, благодаря чему элементы конструкции крыла в какой-то мере служили защитой двигателей от зенитного огня. Впоследствии, с появлением ПЗРК с тепловыми головками самонаведения оказалось, что крыло довольно удачно экранирует тепловое излучение двигателей, дополнительно защищая машину. Трехлопастные реверсивные винты Hamilton Standard имели довольно большой диаметр — 3,05 м.
Крыло самолёта имело угол поперечного V в 6,5° и оборудовалось развитой механизацией, включающей элероны, закрылки и расщепляющиеся предкрылки.
Довольно долго конструкторы подбирали схему хвостового оперения. На стадии макета проект G-134 имел однокилевое Т-образное оперение. Впоследствии оказалось, что для обеспечения продольной устойчивости при полёте на одном двигателе необходимо увеличить высоту киля сверх разумных пределов — до более чем трёх метров. Двухкилевую схему также забраковали ввиду недостаточной эффективности на взлёте и посадке. В конце концов, «Мохок» получил оригинальное трехкилевое оперение с «заваленными» вовнутрь шайбами, укреплёнными на концах стабилизатора
По бортам хвостовой части фюзеляжа находятся тормозные щитки с гидроприводом.
Внутренний запас топлива размещался в протектированном баке ёмкостью 1125 л, размещённом в фюзеляже над центропланом. Этот запас обеспечивал продолжительность полёта 2 часа 20 минут. Два 567-литровых подвесных топливных бака (ПТБ) увеличивали продолжительность нахождения машины в воздухе до 4,5 часов. Для перегоночных полётов изредка использовались 1134-литровые ПТБ.
По проекту самолёт комплектовался шестью пилонами для подвески разного рода вооружения, что вызвало протест со стороны ВВС, так как наносить удары по земле считало своё прерогативой. Поэтому в серию самолёт пошёл с двумя пилонами для подвески внешних топливных баков. Но уже первый опыт боевого применения во Вьетнаме показал, что действующие «по вызову» самолёты ВВС отнюдь не всегда успевают поразить вскрытые экипажами «мохоков» цели. Возникла вполне логичная концепция «вооруженной разведки», для реализации которой 54 OV-1A были оборудованы шестью пилонами и прицелом Мк 20. В таком варианте самолёты могли применять разнообразное вооружение — 7- и 19-зарядные блоки 70-мм НАР, тяжелые 127-мм НАР «Зуни» в четырёхзарядных блоках LAU-10, 500-фунтовые (227-кг) авиабомбы, а также контейнеры SUU-12 с 7.62×51mm пулемётами M134 Minigun.
Основу разведывательного оборудования самолёта OV-1A составлял аэрофотоаппарат (АФА) КА-30 (позже — KS-61), смонтированный на качающейся установке в отсеке за крылом. Для обеспечения ночной съёмки на крыле устанавливались два контейнера с 52 осветительными ракетами каждый (ракеты отстреливались вверх, чтобы их вспышки не «ослепляли» камеру). Данью «холодной войне» стала установка в хвостовой части фюзеляжа прибора радиационной разведки AN/ADR-6. Самолёт комплектовался KB- и УКВ-радиостанциями, а также полным набором навигационного оборудования для полётов ночью и в сложных метеоусловиях. Неотъемлемой частью разведывательного комплекса была наземная станция обработки фотоплёнки ES-38, устанавливаемая в контейнере на шасси 2,5-т грузовика.
Основным элементом разведывательной аппаратуры модификации OV-1B являлся радиолокатор бокового обзора AN/ APS-94 фирмы «Моторола». Антенна РЛС размещалась в подфюзеляжном контейнере квадратного сечения длиной 5,5 м. Станция обеспечивала обзор поверхности земли с одной или обеих сторон вдоль линии полёта и имела режим селекции движущихся целей. РЛС была составной частью комплекса AN/ UPD-2, бортовой компонент которого, кроме радара, включал аппаратуру передачи данных AN/AKT-18, а наземный был представлен станцией обработки информации AN/TKQ-2 на шасси 0,75-т пикапа. Данные, полученные от РЛС, фиксировались на фотоплёнку, на полях которой автоматически печатались дата, время и текущие координаты самолёта. OV-1В сохранил и АФА КА-30, а навигационное оборудование дополнила доплеровская навигационная РЛС.

## Модификации

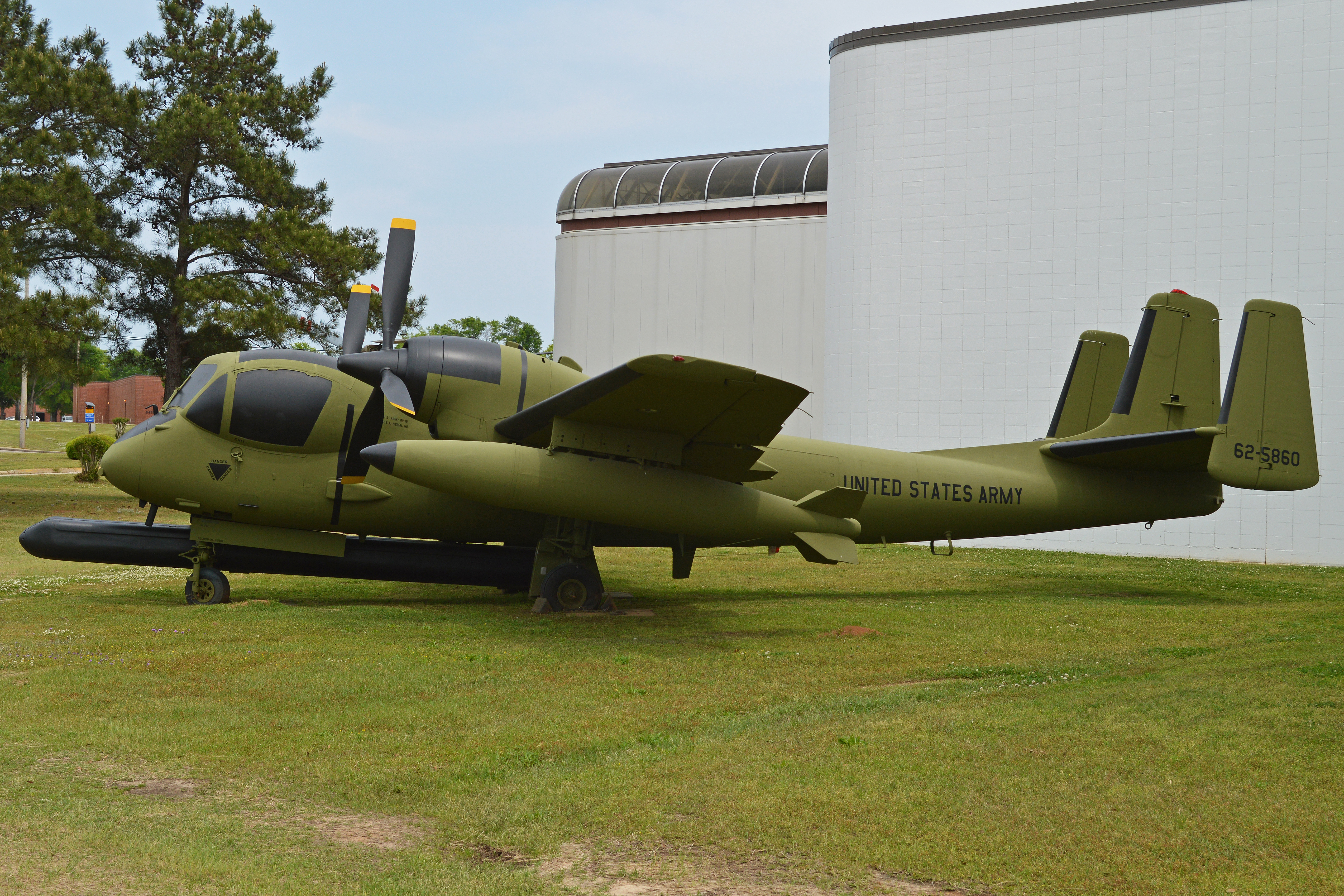
OV-1B снизу виднеется дополнительный радар

OV-1AПервая серийная модификация Mohawk.
OV-1BУстановка подфюзеляжного контейнера и другого оборудования РЛС вынудила внести ряд изменений в конструкцию самолёта. Размах крыла OV-1B по сравнению с предыдущей модификацией был увеличен на 1,79 м. С целью экономии веса ликвидировали тормозные щитки. Чтобы освободить место для индикатора и панели управления РЛС, пришлось демонтировать органы управления самолётом в кабине наблюдателя. Все OV-1B имели лишь два подкрыльевых пилона.
Первые серии OV-1В получили те же двигатели, что и предшественники — T53-L7, на остальных установили более мощные ТВД T53-L15 (по 1150 л.с.). Интересно, что увеличение энерговооруженности машины потребовалось отнюдь не для улучшения летных характеристик, а для питания мощной системы кондиционирования. Оказалось, что в жарком климате Юго-Восточной Азии богато остеклённая кабина «Мохока» превращалась в настоящую «оранжерею», делая условия работы экипажа крайне тяжелыми. В ходе ремонтов новые двигатели установили и на ранних OV-1B.
Прототип OV-1В переоборудовали из последнего предсерийного YOV-1A (номер 57-6541). Объём серийного производства составил 90 единиц.
OV-1СОснову разведоборудования модификации OV-1C составляла система AN/UAS-4 «Ред Хейз», бортовой компонент которой включал инфракрасную станцию AN/AAS-14 и аппаратуру передачи данных AN/ART-41, а наземный был представлен станцией приёма и обработки данных AN ДАО-1 на шасси 0,75-т автомобиля.
Блок сенсоров AN/AAS-14 на первых OV-1С разместили в хвосте фюзеляжа, но на большинстве машин он находился в блистере под средней частью фюзеляжа. Так же, как и OV-1B, OV-1C не имел двойного управления. АФА КА-30 был сохранен, а поздние OV-1С получили дополнительно панорамный АФА КА-60 в носовой части фюзеляжа. Интересной особенностью «Мохоков» данной модификации, заставляющей вспомнить Первую мировою войну, стало наличие специального желоба, позволяющего наблюдателю сбрасывать капсулы с сообщениями наземным войскам.
Последние серии OV-1C, так же, как и OV-1B, получили двигатели T53-L15. Этот вариант неофициально обозначался «OV-1 Super С». В общей сложности к 1969 г. построили 133 OV-1C.
Совершенное по тем временам разведоборудование существенно повысило боевую эффективность новых модификаций «Мохока». Но одновременное наличие в частях разных версий машины осложняло эксплуатацию, как с технической, так и с тактической стороны. Вполне целесообразным выглядел следующий шаг эволюции — создание модификации OV-1D со сменным оборудованием, способной в зависимости от обстановки применять как РЛС бокового обзора AN/APS-94 новых модификаций — D или Е, так и усовершенствованную ИК станцию AN/AAS-24. В фюзеляже OV-1D организовали три отсека для установки быстросъемных модулей разведоборудования, съемным стал и контейнер с антенной РЛС. Смена комплекта разведоборудования в полевых условиях занимала не более часа. Устройство отображения информации и пульт управления в кабине наблюдателя стали универсальными — приспособленными для работы как с РЛС, так и с ИК станцией. Была сохранена и возможность применения АФА КА-60 и КА-76. Применение мощной фотовспышки LS-59A в подкрыльевом контейнере позволило отказаться от осветительных ракет. Наземный компонент разведывательного комплекса был представлен новой станцией дешифровки разведданных AN/ TSQ-43. обеспечивающей обработку фото- и ИК-снимков, а также информации от РЛС.
OV-1DOV-1D получил новую инерциальную навигационную систему AN/ASN-86. Возросшая угроза со стороны УР с тепловым наведением вынудила оснастить новую модификацию «Мохока» контейнерной станцией постановки ИК помех AN/ALQ-147 «Хот Брик».
В отношении конструкции планера OV-1D выглядел своеобразным гибридом — крыло увеличенного размаха от OV-1B сочеталось в нём с тормозными щитками, характерными для модификаций OV-1A и С. Установили и более мощные двигатели T53-L701 (по 1400 л.с.).
Четыре предсерийных YOV-1D были переоборудованы из OV-1C, а впоследствии переделке в вариант OV-1D подверглись ещё 104 самолёта ранних модификаций. Кроме того, Армия США получила 37 вновь построенных OV-1D.
Довольно широкое применение в Армии США получили модификации «Мохока», предназначенные для ведения радиотехнической разведки. Ещё в первой половине 60-х годов один OV-1В в опытном порядке оборудовали станцией PTPAN/ALQ-133. Три её антенны были размещены в подфюзеляжном и подкрыльевых контейнерах. Станция обеспечивала обнаружение вражеских РЛС и узлов связи, а также передачу разведданных в реальном масштабе времени на наземный центр управления. Самолёт, обозначенный первоначально EV-1D, а позже — RV-1B, показал довольно высокие характеристики. Это послужило толчком к началу программы «Квик Лук I», в ходе которой станцией AN/ALQ-133 оборудовали несколько OV-1C.
RV-1DБолее масштабным стал следующий этап — программа «Квик Лук II», в соответствии с которой не менее 28 OV-1В в течение 1977—1982 гг. получили усовершенствованный комплекс РТР. Эта модификация «Мохока» обозначалась RV-1D. Бортовой комплект аппаратуры RV-1D включал два подкрыльевых контейнера с приемообрабатывающей аппаратурой AN/ALQ-133, бортовую ЭВМ AN/ UYK-23, хранящую в памяти параметры состоящих на вооружении вероятного противника наземных РЛС, и аппаратуру передачи данных AN/USQ-61 А. Это оборудование позволяет вскрывать дислокацию РЛС противника на глубину не менее 100 км.
Модификации оставшееся на стадии проектов
OV-1ЕВ 1960 году фирма «Грумман» предложила вариант АО-1EF(с 1962 г. OV-1Е — первый с таким обозначением), представлявший собой «Мохок» с удлинённой на 0,71 м носовой частью фюзеляжа, за счёт чего было организовано рабочее место для третьего члена экипажа — оператора разведоборудования. Этот проект остался на стадии макета.
RV-1GПроект предусматривал создание на базе «Мохока» транспортного самолёта вертикального взлёта с тандемным крылом и четырьмя ТВД в поворотных гондолах. Удлинённый фюзеляж самолёта позволял разместить 11 десантников. Но тут дальше чертежей дело не пошло.
RV-1RВо второй половине 60-х гг. ВВС США объявили конкурс по программе LARA (Light Armed Reconnaissance Aircraft), предусматривавший создание самолёта вооружённой разведки и противопартизанской борьбы. Фирма «Грумман» предложила модель G-134R — вариант «Мохока» с тандемной кабиной и встроенным стрелковым вооружением, дополняющим подкрыльевые пилоны. Но в итоге победу одержал OV-10 «Бронко» от фирмы «Норт Американ».
Проекты модификаций которым не были присвоены обозначения 
Второй попыткой превратить «Мохок» в противоповстанческий самолёт стал заказ филиппинского правительства (1974 г.), в соответствии с которым предполагалось переоборудовать 20 OV-1В, демонтировав РЛС и установив все шесть пилонов для вооружения. Но у заказчика не нашлось средств для реализации проекта.
Предложение фирмы «Грумман» на конкурс ВВС США по программе создания штурмовика АХ. Предусматривалось создание глубокой модификации «Мохока» с более мощными ТВД Т-55 и 30-мм револьверной пушкой в качестве основного вооружения. Результат конкурса известен — победила фирма «Фэрчайлд» со своим А-10A .

## Тактико-технические характеристики

### Технические характеристики
- Экипаж: 2 человека
- Длина: 12,5 м
- Размах крыла: 14,63 м
- Высота: 3,86 м
- Площадь крыла: 33,44 м²
- Масса пустого: 5330 кг
- Масса максимальная взлётная: 8215 кг
- Двигатели: 2× ТВД Lycoming T53-L-701 (2 × 1400 л. с./1000 кВт)

### Лётные характеристики
- Максимальная скорость: 491 км/ч(крейсерская: 387км/ч)
- Дальность полёта: 1520 км
- Практический потолок: 7620 м